# Linor Abargil
Linor Abargil (לינור אברג'יל) (Natanya, 17 febbraio 1980) è una modella e attivista israeliana, vincitrice del concorso di bellezza Miss Mondo 1998.

## Biografia
Linor è nata a Natanya, da una famiglia di origini marocchine.
Appena sette settimane prima di essere incoronata Miss Mondo, la allora diciottenne Abargil è stata vittima di uno stupro da parte di Uri Shlomo, cittadino israeliano che lavorava a Milano. La modella rese il caso pubblico e Shlomo fu arrestato in Israele. Abargil invitò altre donne a seguire il suo esempio.
Da quel momento, e grazie alla visibilità mondiale del concorso, Linor Abargil è diventata portavoce internazionale nella lotta alla violenza contro le donne.
Abargil ha sposato il giocatore di basket lituano Šarūnas Jasikevičius in una cerimonia tenuta presso Barcellona, Spagna, nel luglio 2006. La coppia ha poi divorziato nel 2008. Nello stesso anno la Abargil ha annunciato di avere intenzione di realizzare un film documentario sulla propria storia, insieme alla produttrice Cecilia Peck, figlia dell'attore Gregory Peck.